# ルパン三世 PARTIIIの登場人物
ルパン三世 PARTIIIの登場人物（ルパンさんせい パートスリーのとうじょうじんぶつ）では、『ルパン三世 PARTIII』で登場する人物を列挙する。
本項では、漫画家モンキー・パンチ原作のアニメ『ルパン三世』のPARTIIIで登場した様々な人物を列挙している。
また、本項目では、劇中で名前が判明した人物（一部例外を除く）のみを取り扱う。

## 各話共通
以下の人物は、全ての回に共通して登場する（一部登場しない回もあり）。各人の項を参照。
ルパン三世
声 - 山田康雄
峰不二子
声 - 増山江威子
次元大介
声 - 小林清志
石川五ェ門
声 - 井上真樹夫
銭形警部
声 - 納谷悟朗

## 第1話「金塊はルパンを呼ぶ」
陳 怪（チン・カイ）
声 - 富田耕生
サンフランシスコのチャイナタウンのボス。ルパンからは「チンケ」と呼ばれる。
アルカトラズ刑務所収監時代のアル・カポネが焼いたとされる、大量の金塊の隠されている情報の記された5枚のタイルの内の3枚を持っており、アウトローのスターモーと組んで不二子を人質に取り、残りの2枚を手に入れようと画策。しかし、すべて揃ったと思っていたタイルの内、1枚を除いた全てが偽物である事を知り、彼と手を組んで不二子を毒蛇や電気ショックで脅し吐かせようとしたが、直後に路面電車に乗ってやって来たルパン達の襲撃に遭い、逆にスターモーもろとも感電させられてしまう。その後、スターモーと共に、本物を取りに行ったルパンの後を追ってアルカトラズへ乗り込むが、ルパン達の罠に嵌まり、脱走防止用に掘られたネズミの穴に落ちてしまう。
原作では、シークレット・セブンの1人。
スターモー
声 - 若本規夫
自称「サンフランシスコでは名の知れたアウトロー」と語る男。日本食が大嫌い。
銭形から追われていたルパンを捕まえてタイルを奪った後、自身の車に仕掛けた爆弾で殺そうとするが、ヘリに乗った次元によって回収され失敗。自身はルパンの仕掛けた偽情報を鵜吞みにしたコンボイのおっさんによって、変装したルパンと間違われて殺されかけるも、おっさんの使用していた自身の銃の弾を予め抜かれていた為に、返り討ちにする形で命拾いする。その後は不二子を捕らえていた陳怪と手を組み、感電による拷問によって不二子からタイルに関する情報を吐かせようとした所でルパン達の襲撃に遭い、逆に陳怪もろとも感電させられる羽目になる。だが、ここで諦めることなく、陳怪と共にルパンの後を追ってアルカトラズ島へと向かいカポネの財宝を手に入れようとしたが、ルパン達の罠に嵌まって、陳怪と共にネズミの穴に落ちてしまう。最後は、ネズミの穴から這い上がってルパン達を銃撃したが、次元の早撃ちには敵わず、返り討ちに遭う形となった。
原作では表向きは刑事だが、正体はシークレット・セブンのボス。
コンボイのおっさん
声 - 銀河万丈
スターモーの車の対向車のトラック運転手のおっさん。
スターモーに捕まったルパンが手錠を外した際、スターモーの拳銃と写真、銭形の手錠をプレゼントされ、スターモーの写真には「ルパン三世、この男に変装」と書き添えまでしていた。この為、スターモーをルパンと勘違いしたまま、殺して10万ドルの賞金を得ようとするも、肝心の拳銃の弾倉はルパンによって空にされていた結果、逆にスターモーに拳銃を奪い返された挙句、ボコボコに殴られて気絶してしまう。

## 第2話「大いなる罠を暴け」
アラン・ボナパルト
声 - 中村正
インターポールの長官で銭形の上司。真面目で銭形の理解者であるかの様に見える人物だが、不二子の色仕掛けに乗って犯罪に手を染めようとする等、警察官としての使命感は皆無である。
不二子と結託する形で大量の金塊の横領を計画し、銭形の提案した「ルパン逮捕作戦」を利用。作戦では偽の金塊でルパンを誘き寄せるはずだった予定を、自らの強引な方針で本物の金塊を投入し、それを作戦実行直前に偽物とすり替える事で横領に成功。その後は、事態の責任を取った形で引責辞任するも、巻き添えで銭形も警察官をクビにされる窮地に追いやられた結果、ルパンから金塊がすり替わっていた事実を聞かされた銭形が奮起して単独捜査へと乗り出す事になる。そして、自身と不二子が行動を共にしていたのを銭形に目撃された結果、計画の真相がバレてしまい、一度はインターポールからの査察を受ける事になるも、その前に金塊を別の場所へ移していた事から難を逃れ、余裕な態度で銭形を嘲笑った。しかし、大量の金塊を詰んだヨットで不二子と国外逃亡しようとした所で、真相に気付いたルパンの逆襲に遭ってしまう事になり計画は失敗。最後はルパンの情報を受けた銭形によって、金塊の横領並び窃盗の容疑で逮捕される末路を迎えた。
新長官
声 - 喜多川拓郎
ルパンに大量の金塊を盗まれた事で引責辞任したアランの後任でインターポールの長官に就任した人物。アランと違い真面目な人物。
単独捜査の末に、アランがルパンに盗まれたとされる金塊の横領をしていた事実を突き止めた銭形からの必死の訴えを聞いた結果、一度はアラン邸にて査問委員会を行う事になるのだが、銭形が金塊を見つけていたプールには何も無かった（既に別の場所へ移されていた）結果、証拠不十分として査問委員会の中止を決定した。
その後、アランの不正行為を暴いて金塊を取り戻した銭形の功績を認め、インターポールへの復職を許可した。
カトリーヌ王女
声 - 増山江威子
フランス王室の王女。インターポールのアラン長官の不正を暴き、その功績で復帰した銭形に買い物の護衛を頼むが、実は不二子の変装だった。

## 第3話「こんにちは地獄の天使」
フローラ・ハースト
声 - 玉川紗己子
マルコフ・ハーストの娘で15歳。明るく無邪気な性格の持ち主であるが、不治の病を患いあと3日しか生きられない身とされており、それ故なのか自身の死について恐れてはおらず、達観している一面を見せる。義母（継母）であるハーストの16番目の妻とは非常に折り合いが悪く、お互い他人以下の関係としか見なしていない。
父・ハーストの死後、彼の遺品である世界中から集めた天使の名画「幻のエンゼル・コレクション」の行方を唯一知る存在であった事から、義母の手によって城の塔に幽閉されていたが、エンゼル・コレクションを狙って忍び込んできたルパンに付いて行く形で脱出する。その後はルパン達を色々と振り回していき、盗みの仕事と偽ったルパンの手で送り返される事になるも、渡しておいたペンダントの情報から自らの命が残り少ない事実を知ったルパン達によって救出される。しかし、寿命が来る前にルパンが受けそうになった銃弾を庇い、死亡した。
実は、その死と共にエンゼル・コレクションが姿を現す仕掛けになっていたのだが、ルパン達は父・ハーストのフローラへの想いを汲む形で絵を一枚も盗み出そうとはせず、城の塔に安置された自らの遺体の周りにエンゼル・コレクションは飾られる事になった。
マルコム・ハースト
ルパンがフローラに出会う1ケ月前に他界した死の商人。生涯で16人の妻と結婚したが、フローラが一人娘ということから子供は第15夫人の産んだ彼女だけの模様。表向きは地中海一帯に根城を持つ大貿易商だが、裏ではあらゆる武器のブラックマーケットを牛耳る大ボスであった。ただし、良心や愛情の全く無い人物では無かった様で、娘であるフローラの身は真剣に案じており、亡くなる直前にも、自身は地獄に落ちるがフローラは天使に導かれて天国に召される事を願っていた。
娘のフローラへの想いから、世界中より集めた天使の名画「幻のエンゼル・コレクション」を銅板の地獄絵の下に隠しており、ペンダントに組み込んだ熱を感知する装置がフローラの体温を感知出来無くなると、壁のサーモスタットのスイッチが入りヒーターにより地獄絵が溶けてその下に隠されたエンゼル・コレクションが姿を現す仕掛を施していた。ルパン達はハーストのフローラへの想いを汲む形で絵を一枚も盗み出そうとはせず、城の塔に安置された自らの遺体の周りにエンゼル・コレクションは飾られる事になった。
ハーストの妻
声 - 弥永和子
ハーストの最後（16番目）の妻。冷酷で自己中心的な性格の持ち主で、夫への愛情は全く無く、彼の遺品である「エンゼル・コレクション」を手に入れる為だけに結婚している。義理の娘となっているフローラの事もエンゼル・コレクションの行方の手掛かりを唯一知っている存在である事から生かしているだけで、内心では目障りな存在としか思っていなかった。この為、当のフローラからも目論見を見抜かれる形で完全に嫌悪されており、その折り合いは非常に悪かった。
白の塔に幽閉していたフローラが一度脱出して戻ってきた後、コレクションを渡すよう脅迫して銃口を向け平気で殺そうとするが、ルパンを庇ってフローラに致命傷を負わせた直後、爆発に吹き飛ばされて死亡した。最後まで自身がフローラを閉じ込めた塔の部屋に探し求めたコレクションがあることに気づかなかった。

## 第4話「テレパシーは愛のシグナル」
シンドバット
声 - 松島みのり
大型潜水艦を拠点とする女海賊のボス。バミューダ海域に沈んでいる宝船「スパニッシュゴールド」の所有者の子孫でもある。見た目は右目にアイパッチを付けた絶世の美女である反面、性格は冷酷非情で、自身の目的の為に平然と他者を利用し、用済みになれば即座に殺すという行いも辞さない。また、言動の節々からも尊大でプライドの高さが目立つ為、女に弱いルパンからも「俺は自信過剰な女がでぇっきれえ（大嫌い）だ！」と拒絶されており、不二子からも「悪辣非道な海賊」として認識されている。
過去に祖先の宝であったスパニッシュゴールドを手に入れようと何度も試みているが、激しい潮の流れが原因でいずれも失敗に終わっており、そこで不二子を人質にする事でルパン達に引き上げさせようと企んだ。その後、ルパン達が潜水艦を超える巨大な氷山を使って潮の流れを止めてスパニッシュゴールドを積んだ船の回収作業を行う中、不二子を氷漬けにした上で、コンピュータと接続してルパン達の思考を読み取れるようコントロールして情報を引き出す。しかし、ルパン達がスパニッシュゴールドを回収しても、最初から不二子を返す約束を反故にするつもりでいただけでなく、アジトに乗り込んできたルパンをコントロールして世界中の財宝を手に入れた後に用済みとなったルパンをも抹殺する等、つくづく悪辣な皮算用を立てていた。だが、次第に不二子のコントロールが効かなくなり、それに気付いたルパンによって不二子は奪還されてしまい、逆上して部下達にルパンと不二子を始末させようとするも、「見えない糸」を用いたルパンのトリックにより撃退された挙句、スパニッシュゴールドも奪われる事になった。その後、アジトに銭形が乗り込んで来た事から、警察に逮捕される末路を迎えたと思われる。

## 第5話「五右エ門無双」
ラーセン
声 - 田中康郎
元・ナチス親衛隊員であった男。ゲルマン・ミューラーとは同じナチス親衛隊員の同僚であった。
第二次大戦の終わり頃、ナチスドイツの金塊を積んで沈没してしまったUボートの海図を持って、ミューラーと共に南米にまで逃れていた。だが、年月を経た事もあってか、未だにナチスの最高を夢見ていたミューラーとは対照的に、ナチスの再興を時代錯誤な考えとしか見られなくなっており、その結果、ミューラーを裏切る形で殺して海図を奪っている。その後、アンデス山脈の遺跡にてそれをルパンに売りつけようとした所で、ミューラーの子供であったベルタとハイネに仇討ちで殺害される。
オットー・ユルゲンス
声 - 北原義郎
ラーセンやミューラーと同様、ナチス親衛隊員であった男。表向きはベネズエラで石油会社の社長を営んでおり、第二次大戦時は、親衛隊員の指揮官としてヨーロッパ中の美術品や宝石を略奪し続けていたとされている。冷酷非道で目的の為には手段を選ばないが、同時に「常に最悪の場合を想定して対処する」という姑息さを持ちわせていた事から、戦後も警察や軍隊からの追撃を逃れ続けていた。ミューラー姉弟にはナチス復興を抱いている様に見せているが、本心ではラーセンと同様に絵空事の様にしか考えておらず、Uボートの金塊の独占を目論んでいた。
父親を殺したラーセンを憎みナチスの再興を望んでいたミューラー姉弟を利用して、ナチスドイツの金塊を積んで沈没してしまった海図を手に入れようとし、ラーセンを殺害して海図を奪う事に成功したものの、ミューラー姉弟を追跡してきたルパンにアジトへ乗り込まれる。しかし、予め銭形を呼んでおいた事で海図を持って逃亡し、今度は不二子と取引をしたかの様に見せかけて、彼女が個人所有していた水中用探査艇であるバチスカーフを奪い取ろうと計画。そこへやってきたルパンだけでなく、用済みになったミューラー姉弟も一緒に始末しようとするが、駆け付けてきた五ェ門によって失敗。バチスカーフを回収したヘリで逃走する。最後は、自らの拠点であるベネズエラの石油基地にて乗り込んできたルパンと対峙し、海底130mの場所へ残す形で隙を突いてロケットで脱出するも、逆にルパンに裏をかかれて五ェ門に斬鉄剣でロケットごと一刀両断にされ、爆死。海図も取り返される顛末となった。
ゲルマン・ミューラー
ラーセンやユルゲンス同様、ナチス親衛隊員であった男。第二次大戦の終わり頃、ナチスドイツの金塊を積んで沈没してしまったUボートの海図を持って、ラーセンと共に南米にまで逃れていたのだが、長い年月が経っても未だにナチスの再興を夢見ていた結果、それを「悪い夢」としか見られなくなったラーセンに裏切られる形で殺害され、海図を奪われる。
自身の子供であるベルタとハイネにも、ナチスの再興を夢見ている等、かなり悪い影響を与えてしまっていた模様。
ベルタとハイネ
声 -上山則子(ベルタ)、島田敏(ハイネ)
ゲルマン・ミューラーの子供である姉弟。ベルタが姉で、ハイネが弟(一部資料では兄とも)。2人の名前は作中には登場せず、設定資料に記載されている。
ユルゲンスの甘言によって父ゲルマンの意思を継ぐ形でのナチス再興を本気で考えている。ラーセンを殺害し父の仇を討った後、ユルゲンスに海図を届けた。ハイネは殺傷能力を持つブーメランを使い、その強度は次元のマグナム弾をも跳ね返すほど。ベルタはコンドルを相棒としており、外見こそ男性に見えるが、れっきとした女性であり、五右ェ門に斬鉄剣で服を斬られ、肌を顕にしてしまう。ユルゲンスの悪事が発覚した後は目を覚まし、ベルタは五右ェ門に淡い恋心を抱く。

## 第6話「ルパンが戦車でやってきた」
ギャランコ
声 - 小林修
戦争請負人。
かつて9年ほど前にドルミネアで次元と共に戦ったことがあり、そのころは連戦連勝を起こす英雄として兵士から憧れの的となっていた。だが、戦争に明け暮れる生活に嫌気が差し、戦争の終わりと共に引退を決意するも、国防軍との戦いに勝ち目が無いと悩んでいた時、多額の報酬をチラつかせた国防軍のレプトル将軍の甘言に惑わされゲリラを裏切ってしまう。
自室で国防軍にゲリラの場所をモールス信号で知らせているのを次元に見られたことで国防軍との繋がりを知られてしまい、一人こっそりとジープで脱出するのを待ち構えていた次元に止められたうえに自分が裏切り者であることを知られたことで観念し、裏切った理由を語った後逃げるように勧めるもそれを拒否され、次元から持ちかけられた銃の一騎討ちに敗北、その際銃のみを狙った次元に「一発で心臓をぶち抜けと教えたはずだ」と困惑、「腕が鈍った、また鍛え直してもらいたい」と次元に諭されたことで自分の過ちに気づくが、直後裏切ったレプトル将軍の銃撃から次元を庇って致命傷を負い、次元に「銃は教えられそうにない」と詫びた後、国防軍に勝つ奇策を託して静かに息を引き取った。
次元に銃の撃ち方を教えていた設定だが、『ルパン三世 (TV第2シリーズ)』ではスペードのジョーという人物が撃ち方を教えていたという設定になっている。
レプトル将軍
声 - 八奈見乗児
とある国の国防軍の将軍。
ゲリラ軍と戦っていて、あわよくば大統領をも倒して自らが独裁者になろうとしている。横暴である一方で不二子には弱く、鼻の下を伸ばして交際を迫ろうとする描写もあり、その様子を見ていたルパンからは「うすら変態将軍」と批判されている。
ゲリラ軍のギャランコと手を組んでゲリラを一掃しようとし、しかもそのギャランコをも射殺したが、ギャランコの遺志を継いだ次元が彼から託された奇策によって鉄砲水に飲まれ命を落とした。

## 第7話「死神ガーブと呼ばれた男」
ガーブ
声 - 青野武
その道では「死神ガーブ」と呼ばれる男で、売り出し中の殺し屋。ルパン達のアジトにあるビリヤードに突然銃撃を食らわせたり、ルパンと次元が決闘を申し込んだ際にいきなり爆弾を投げてきたりなど、傍若無人な側面があり、次元に「ゲームのルールを知らねえ野郎だ」と皮肉られている。
かつてはギャングの用心棒をしており、ギャング配下のカジノを狙って近づいてきた不二子と組んで大金を強奪したが、土壇場で不二子に裏切られてギャングの集中砲火を浴びてしまった。その際頭に受けた銃弾は摘出が危険過ぎて未だに頭蓋内に残り、それが視神経を刺激して異常発達させたことで、弾丸を見切ってかわすほどの驚異的な視覚能力を獲得、百発百中であるはずの次元の銃撃や五ェ門の斬鉄剣の一撃まで避けてしまい2人を驚愕させ、おまけに暗闇でも目を光らせて相手がどこにいるのか把握する事が可能である。
自身を裏切った不二子に深い憎しみを抱いて復讐を決意し、バイクに乗る不二子を襲撃し、「信じていた者に裏切られて死ぬ気持ちを味わわせる」という理由で、不二子を即座に射殺せずに拉致監禁し、ダイナマイトを仕掛けて吹き飛ばそうとするも、不二子を救出しようと乗り込んできたルパンと次元との間で激しい銃撃戦を繰り広げることとなり、その際にはダイナマイトを投げてそれを銃撃し、2人を爆死させようとする派手な戦い方をしたが、最後はルパンと次元がガーブとの戦いの最中に跳弾を見て即興で考案した、次元の銃弾をルパンが素早く銃撃するという奇策の結果、その跳弾が予想外の方向から飛んで来たことで反応しきれず、右腕に受け死亡した。

## 第8話「聖母マリヤの脱出作戦」
ユンケル
声 - 北村弘一
舌先三寸、股下八寸のケチな泥棒で、足が短いせいかいつもルパンに後れをとって無駄足を踏んでいた。
ルパンへの復讐のために脱獄囚達が隠れ潜むナカトイ村の司祭になり、村の守り神になっている黄金のマリア像をルパンが狙っていると偽り、不二子を魔女と称して十字架に架け、おまけにルパンを悪魔と称して村の人間にルパンを襲わせ、その間にマリア像を自分の物にしようとするが、結局失敗に終わる。そして、マリア像はルパンにまんまと奪われてしまった。
頭頂部が禿げている。
ゴードン
声 - 玄田哲章
ユンケルの相棒。
スキンヘッドの大男で、とにかくオツムが弱く、ユンケル同様、いつもルパンに後れを取っては無駄足を踏んで、散々な目に遭ってきた。

## 第9話「コピー人間は高くつく」
バドワルサ
声 - 滝口順平
ノーベル賞受賞の遺伝子の権威。ルパンの皮膚を手に入れて培養し、ルパンのクローンを製造、ICPOから入手したルパンのデータの通りにクローンを教育して世界中の財宝を盗ませようとした。金庫内に自身の研究所があり、声紋で開けることが可能。
ルパンに関する資料と交換に銭形にルパン逮捕に協力、金で雇った不二子に特殊な薬の靴下をルパンに渡し、その靴下を履いたルパンが水虫による痒みと誤認、不二子の勧めで自分の元を訪れるように仕向けた後、診察に来たルパンの水虫を取るフリをして足の皮を剥ぎ取り、更に「古代エジプトの蓮の種を使えば水虫の特効薬を作れる」と嘘を付き、計画通りにルパンは盗みに入ったが、それは銭形が用意した偽物であり、直ぐに脱出するも壁伝いを渡る途中痒みが生じた拍子に転落、そのまま網に掛かって捕縛され、約束通りにルパンの資料のコピーを入手し、更に金庫内の研究所にてルパンの皮膚からクローン細胞の培養に成功、喜びのあまりマッドサイエンティスト並みに高笑いした。
しかし不二子が仕掛けた隠しマイクにて金庫を開ける声紋と自身の企みを録音され、しかも次元と五右ェ門の手を借りて脱走したルパンに不二子が博士の狙いを録音したテープを聞かせたことでルパンは激怒、銭形からの通報を受けた直後にルパン達の襲撃を受け、二千人の警官を引き連れてきた銭形に対し、ルパン達はドアや窓ごしにも聞こえるようわざと大きな声で嘘の会話をして銭形達を巧みに誘導、その間にクローン細胞とルパンの資料を全て消失されてしまった挙げ句、ルパンに騙されて鉄の鎧を着こんだ銭形が金庫内に設置した磁石に引っ張られて自分と衝突。磁石と鉄の鎧に挟まれて身動きが取れなくなり、銭形は鎧だけ脱いで金庫から出たが、何故か銭形に忘れられた事でバドワルサ自身は磁石と鉄の鎧に挟まれたままで、最後は銭形がルパンを追って部屋を出た後金庫が閉まり始め、その金庫が中から出られない様になってた為に金庫が完全に閉まり出られなくなってしまった。この際大声で助けを求め金庫を破壊する様に頼んでいた。

## 第10話「秘宝は陰謀の匂い」
クソグモ
声 - 納谷悟朗
盗みの腕はからっきし駄目だが、指先の魔術師の異名をとる超能力者で、金庫でも何でも素通りして中の物を取り出すことが出来る。
ルパンはその力を借りる為、脱獄を手助けしようと試みるが、ルパンが連れ出したのは銭形の変装で、本物は別の刑務所へと移動された後だった（しかし、ルパンには全てお見通しであった）。
なお原作では既に処刑されたことになっている。
リッチ・ワイロー
声 - 梶哲也
法務大臣。海沿いの崖に自分の屋敷を構えており、地下30mに地下室がある。大統領選挙に立候補することを考えており、ルパン逮捕をそのための人気取りに利用しようとし、銭形にも自分とルパンとの勝負の間はルパンに手を出さないよう強く命じた。ルパン一世の秘宝の宝石を所有しているが、これはワイローの母親がルパン一世から騙し取ったものであるため、孫のルパン三世とは浅からぬ因縁がある。
新聞にルパン一族にしか分からない暗号で、「ルパン一世の秘宝の宝石を鑑定してもらう」との口実でルパンをおびき寄せ、鑑定後にルパンに対し、「一週間以内にルパンが宝石を盗み出したら法務大臣を辞職、ルパンが盗み出せなかったらルパンを永久に投獄する」という条件で挑戦状を叩きつけた。衝撃を受けるか空気に触れると大爆発する危険な液体火薬を入れた球状の水槽の中に宝石を封入してルパンの手出しを封じ、更にルパンがクソグモの手を借りることも予測して本物を別の刑務所へと移動させつつ替わりに変装させた銭形を連れ出させるなどルパンの作戦を法務大臣としての経験で予測し、ルパンが変装した銭形を連れて屋敷に侵入しても驚いたふりをしつつルパンを水槽のある地下室まで案内、頃合いを見計らってルパンを罠に掛けたことを明かして勝ち誇った。だが、実はルパンはクソグモが銭形の変装ということはとっくに見抜いたうえでわざと罠に掛かったふりをしただけで、宝石も五右ェ門の秘剣「風船返し」によって取り出された挙げ句、漏れ出た液体火薬が地下室もろとも爆発したことで崖が崩れて屋敷が海に沈み、大統領選立候補も夢と消えるなど散々な結果に終わってしまい、泣きじゃくった。

## 第11話「ルビーは血の汗を流す」
「ママ」
声 - 平井道子
殺し屋会社「ユニオン」の女ボス。男女問わず、どんな相手でも初対面の瞬間に虜にする異様な魅力の持主（ただし、ルパンには通用せず）。かのドラキュラの血族のようで、吸血鬼ゆかりの品である「ドラキュランズ・ハート」という大粒のルビーを所持している。
ルビーが年に1度流す血の汗の力で美貌と若さを保っていたが、最終的にはルパンに血を飲むのを邪魔されて一気に老衰し、ミイラになった。
ラッキー
声 - 塩屋翼
ママの信者

## 第12話「バルタン館のとりこ」
ソフィー
声 - 鶴ひろみ
ジャルジェの娘。子どもの時に何度かルパンと会ったことがある。
アンリ・バルタンに誘拐されるが、その絵を盗みに来たルパンに救出される。
アンリ・バルタン
声 - 大平透
画廊経営者。彼の画廊が購入した絵は、売りに出された時に全て巧妙な偽物になっている。
実は引退した贋絵画家ジャルジェの娘ソフィーを人質に取り、無理矢理に偽の絵を描かせてすり替えていた。だがルパンに本物の絵を盗まれ、さらにはその罪で銭形に逮捕されてしまう。
異様に執念深い性格で、どんなに攻撃されてもルパンを追い続けた。
自身の美的センスはハチャメチャ。ルパンから「バルタン星人」と呼ばれた。
ジャルジェ
声 - 松岡文雄
かつては偽造絵画の名人だったが、娘ソフィーのために足を洗った。だがアンリ・バルタンに娘を誘拐されて、無理矢理に偽造絵画を描かされる。
後にバルタンの絵を盗みに来たルパンに救出される。

## 第13話「悪のり変装曲」
マダム・ルイサ
声 - 宗形智子
世界中の戦場に武器を売り、大儲けしている死の商人。
美しいものを何よりも好むと称する一方、人を人と思わない傲慢さや高飛車さに加え、暇潰し感覚で人殺しや犯罪にも平然と手を染める残虐さを持ち合わせた悪女。
世界各国の貴婦人ばかりを集めたパーティーを開き、彼女達を人質にする形で各国に莫大な身代金の要求を計画。その次いでとして自らが「虫けら」と侮蔑するルパンも殺そうと考え、不二子に変装して満身創痍状態にあるルパンを連れ出す。計画が進む中、人質の貴婦人達に余興としてルパンの処刑を手伝わせようとしていたが、謎のカラスの大群に襲われ、更にルパンにも逃げられてしまう。そして、カラスの大群に襲われた結果、右目を抉られ醜い相貌となってしまった自らの顔に耐えられず、銭形に変装して現れたルパンを挑発。「名誉ある殺人者」としてルパンに自らを殺させようと、なおも自分の美学や価値観に陶酔した様を見せるも、ルパンには拒絶されてしまい、最後は自ら拳銃自殺した。

## 第14話「誘拐ゲームはお好き」
アルダ
声 - 京田尚子
75億ドルの大金持ち。
不二子を息子と結婚させる目的で彼女と狂言誘拐を仕組み、ルパンのせいにして身代金を受け取る。その後、ルパンを警察に突き出し、処刑させることで不二子を諦めさせようとするが、結局ルパンの罠にかかり、全財産を奪われてしまった。
ロン
声 - 沢りつお
アルダの一人息子で、マザコン。
不二子と結婚したがっている。だが、アルダがルパンに仕掛けた罠の手前で彼の手によって入れ替わり、その上催眠術で自分をルパンだと信じ込まされてしまったことで、逆にルパンの罠に嵌められる結果となった。

## 第15話「殺しが静かにやってくる」
ローリー
声 - 平野文
とある目的のため、ルパンがスカウトした女性。
次元・五ェ門から特訓を受けて、護身術を完璧にマスターするが、その正体は新米の殺し屋で、目的はルパンの首に掛かった100万ドルの賞金を得る為に次元達のテクニックを応用してルパンを殺すことであった。ルパンに同行して砂漠を旅し、ジョーダンという伝説のラクダの宝を発見するも、その宝は砂漠では最も重要なものとされる「水」であり、直後に「これがルパンにとっての死に水となる」と言って、特訓通りにルパンに護身術を食らわせ、目的を達成したと思い込んだ。しかし、実はその護身術は相手を一時的に仮死状態にするものであったためルパン殺害には至らず、最終的には五ェ門の護身術によって返り討ちにされてしまった。次元にはその直前に「プロはな、そんな甘いもんじゃねえんだ。そんなフラフラした気持ちじゃ、やめたほうがいいな。結構、ルパンが生き返って嬉しそうじゃねえか」と言われた。
因みに、ローリーから不二子に手渡されたルパンの棺桶は、実際には生きていたルパンによって爆弾にすり替えられていたため、不二子はその爆発に巻き込まれてしまう。
ブルース
声 - 矢田耕司
プロの殺し屋。
ローリーと共にジョーダンの宝を探すルパンを執拗に狙うが、ローリーに射殺される。だが、実はルパンを油断させるためにローリーが雇った捨て駒だった。
右腕に色々な武器を装着できるアタッチメントを装備している。
彼がローリーに撃たれた瞬間、そして直後の彼の死に際のとある発言から、ルパンはローリーの企みを見抜いていた。

## 第16話「黄金のリンゴには毒がある」
アダム王子
声 - 安西正弘
どこかの国の王子で、一言で言うとマセガキ（しかもかなりの肥満体）。
伝説の媚薬が入った秘宝「イブのリンゴ」の持ち主。自分の家庭教師として雇われた不二子に気がある。「ニューヨークマラソンを完走すればキスしてあげる」という口約束を鵜呑みにして不二子に逃げられる。しかし、ルパンがマラソンコースを「イブのリンゴ」展示会場を突っ切るように細工したため、他の参加者は会場を銭形ごと踏み潰してどこかに行ってしまい、本来ビリだったはずのアダム王子が唯一の完走者となった。

## 第17話「結婚するって本当ですか」
ゲスト出演者はなし。
ルパンは、不二子の誕生日にICPOがフランス政府より預かった金塊全てをプレゼントすると約束し、それを聞いた不二子は「金塊をくれたら結婚してもいい」と言い出す。しかし計画は失敗し、ルパン達は銭形に囚われてしまう。ルパンと不二子は一計を案じ、獄中結婚式を利用した脱獄を試みる。

## 第18話「ショータイムは死の香り」
ジェニー
声 - 島津冴子
ルーレットのカジノのダンスガールをしている。
ブロードウェーのミュージカルスターを目指していて、名前を売るためにルーレットの命令でルパンに近づいた。最終的には念願が叶い、ミュージカルのオーディションに参加することになった。
ルーレット
声 - 今西正男
ニューヨークマフィアのボス。
盛大なパーティーを開き、ジェニーを使ってルパンがそのパーティーに忍び込むように仕向ける。そしてコンピュータ制御のガトリング砲でルパンを殺そうと企み、銃撃をかわすとまるで踊っているように見える「死の舞踏」を踊らせるという手の込んだ「趣向」をパーティー出席者に見せようとする。だが、ルパンとジェニーは「死の舞踏」を踊りきって銃撃を全て避けきり、その隙に次元と五ェ門にパーティーの祝い金を全て盗まれてしまう。

## 第19話「裏切りの荒野を走れ」
パーカー
声 - 加藤精三
かつてルパンと組み、その後裏切ってとある金庫を強奪した男。
とにかく嫌いなものだらけで、口癖は「××はきれえ（嫌い）だ」である。
とある刑務所に服役していたが、ルパンの手を借りて脱獄する。その後、ルパンの映画まがいのトリックで金庫の在処を白状してしまうが、実はその場所には戦争時代の地雷が埋まっており、不二子の誘惑に乗り本当の金庫の在処を教えた上で、ルパンを殺し金庫を取り返そうと画策する。しかし、「女はきれえ（嫌い）だ」、「山分けはきれえ（嫌い）だ」と、不二子も殺して金庫を独り占めしようとするも、全てを見通していたルパンは生きており、失敗に終わったように思われたが、それも見せかけで、密かに隠しておいたバズーカ砲でロープウェーから攻撃するという派手な手法で、逃げるルパン達を抹殺しようとする。だがその最中に、誤って自分の乗っているロープウェーの支柱の根元を撃ち抜いてしまったことにより転落し、そのままルパン達に逃げられてしまう。さらに、その直後に始まった火山の噴火で巨大な岩が落ちてきたため、「ルパンなんかきれえ（嫌い）だ」と嘆く銭形と共に逃げ回る羽目となった。
因みに、その金庫の中身はただの漬物石であり、不二子は最後までルパンを裏切らなかったと見せかけた上で、それに数十億の価値があると思い込んで後生大事に持ち去ったが、実は数十億の価値があるのは金庫そのものであり、後に残ったルパンと次元は大いに笑い合った。

## 第20話「過去を消した男」
マムシ太夫（マムシだゆう）/東屋 鬼兵（あずまや おにへい）
声 - 緒方賢一
元詐欺師でルパンをペテンにかけ宝石を騙し取ったことがある。
その後、東屋鬼兵と名前を変え整形手術も行い、次期経団連の会長候補にまで上り詰めた。そして自分の過去を消すために不二子を通じてルパンを操り、その証拠となる小林りしゅうの絵を盗ませ証拠隠滅を図る。ところが銭形に変装したルパンに正体を暴かれた上、かつてルパンを利用して手に入れた宝石の在処を知られてしまったため、その宝石の在処である島の塔のアジトに施した様々な仕掛けでルパンを殺そうとして失敗するものの、宝石がある最上階の塔のアジトは空飛ぶ仕掛けを施しており、そこまで辿り着いたルパンを永遠に逃げ出せない様にしたが、直後にルパンにより床に固定された操縦椅子に縛り付けられてしまう。そして、ルパンがアジトの島まで乗って来た飛行機で次元達がルパンを助けに来ることを失念してしまい、最終的にはルパンの逃亡を許したついでに宝石を全て奪取され、逆に自動操縦されたままの空飛ぶ塔のアジトに1人取り残されてしまう末路を迎えた。

## 第21話「さらば黄金伝説」
王大全（オウ・タイゼン）
声 - 中庸助
シンガポール華僑の大ボス。
幻の黄金郷「昆倫」の場所を知るために楊教授と組む。昆倫にある「昆倫の玉」の入手が目的で、ルパン達を巧みに騙して手に入れようとするが、楊教授と「昆倫の玉」を取り合っている最中に、陳妖令から逃げていたルパンとぶつかった事から落として壊してしまう。その後黄金郷の崩壊に巻き込まれ、そのまま砂の中へ埋もれてしまった。
陳妖令（チン・ヨウレイ）
声 - 加藤治
人民工作部主任で、王大全の部下。
ルパンを殺害しようと襲い掛かるが、黄金郷の崩壊で発生した洪水に飲まれ、そのまま砂の中へ埋もれてしまった。
楊教授
声 - 八奈見乗児
古墳を研究している。
50年に及ぶ古代中国研究の結果、3つの水晶に昆倫の地図が隠されているのを発見した。黄金郷を発見するためなら誰にでもつくお調子者に見えるが、実は最初から王大全とグルである。その後、王大全と「昆倫の玉」を取り合うが、黄金郷の崩壊に巻き込まれ、そのまま砂の中へ埋もれてしまった。
リー伍長
声 - 若本規夫
中国人民工作部の伍長。陳妖令の部下で小心者。

## 第22話「ダイヤに炎は似合わない」
セシル・ローズ
声 - 村松康雄
ダイヤの原石を扱う会社の社長。
ダイヤの値段を吊り上げるために偽のダイヤの原石一山を燃やしてそれをルパンの犯罪に仕立て、モハメドというアラビア人と取引して大金をせしめようとするが、結局バレて、銭形に逮捕された。

## 第23話「ベイルート移動銀行強奪作戦」
アブラダ・オイル
声 - 山田康雄
大富豪。スイス銀行ベイルート支店に受付番号LX1008の口座を作り、1万ドルを預ける。
だがこれは、銀行に侵入するためのルパンの変装だった。
バンコ
声 - 宮川洋一
「世界で一番危険な場所にある、一番安全な銀行」ことスイス銀行ベイルート支店の支店長。
建物自体が超合金製な上、キャタピラが付いていてどこへでも移動が可能であり、おまけにコンピューターを駆使した完全な防衛システムを持っている銀行を自慢に思っている。しかし、機械を盲信するタイプだった事を逆利用され、客のふりをして乗り込んで来たルパンと秘書に化けていた不二子に、やすやすと金庫室への侵入を許してしまった。

## 第24話「友よ深く眠れ」
青龍（せいりゅう）
声 - 森功至
谷山に雇われていた暗殺者の青年。かつて五ェ門と共に中国の密教南山寺で加羅忍法を不空道師より学んでいた。
自身の出身である一族を日本人に殺され、谷山からは龍口分机台をルパン達から守れば敵討ちに力を貸すと言われ、それを信じて五ェ門から分机台を守るべく二度に及ぶ死闘を演じるのだが、一族を殺すよう命令したのが他でもない谷山である事には気付けなかった。
日本のプールサイドでの決戦で五ェ門に勝利し、瀕死の重傷を負った五ェ門から一族虐殺の真相を教えられ信じようとしなかった直後、谷山の側近に撃たれてしまう。最後は、谷山の命令で用済みになった自身が五ェ門諸共殺されそうになった所、身を挺する形で五ェ門を庇って死亡。遺体はそのままプールサイドに放置される。
谷山 ごうぞう
声 - 滝口順平
政治家。日中親善をお題目に古代美術展を開き、中国の人々からも信頼されているのだが、その本性は醜悪なまでに卑劣で強欲な性格の持ち主で、ルパン逮捕に失敗し続ける銭形に対し嫌味を言っては彼に反感を抱かせていた。
青龍の雇い主で、一族を皆殺しにされた彼にルパン達の盗みを阻止したら協力する事を約束しているのだが、実は青龍の一族は、惚れ込んでいる「龍口分机台」を手に入れる為だけに谷山自身が側近達に命令して殺させたのが真相である。日本への帰国後、プールサイドでの死闘を演じていた五ェ門からそれを聞かされた青龍を不意打ちで襲撃させ、五ェ門諸共始末しようとするも、青龍が身を挺して庇った結果、五ェ門の抹殺に失敗して逃亡。五ェ門の怒りを買った結果、後に乗っていたリムジンと分机台ごと斬鉄剣で真っ二つにされ、爆死した。
谷山の側近
声 - 徳丸完
谷山の側近。彼の命令に忠実に従い、龍口分机台を手に入れる為だけに青龍の一族の皆殺しを指揮した張本人である。
しかし、命令されたとは言え、一方的な虐殺と言える形で青龍の一族を皆殺しにした事には内心後ろめたさも感じていた様で、いつ青龍に真実に気付かれるか、内心怯えていた。日本への帰国後、谷山に言われるがまま、五ェ門を倒して用済みとなった青龍を抹殺するも、五ェ門の怒りを買ってしまった結果、後に運転していたリムジンごと斬鉄剣で真っ二つにされ、谷山と共に爆死した。

## 第25話「俺たちは天使じゃない」
ハッチャー
声 - 翠準子
とある国の首相。
スプーンランド共和国に軍隊を送ってスプーンランド紛争（モデルは1982年のフォークランド紛争）を起こした張本人で、戦果として鳩の卵型の宝石、「ハトの卵」を持ち帰らせた。
モデルは「鉄の女」ことイギリスのマーガレット・サッチャー元首相。
銭形が事件を解決したら、その功績によって彼を叙勲しようと話して彼を発奮させるが、奇策を用いたルパンに「ハトの卵」を奪われてしまう。
ダビドフ
声 - 槐柳二
スプーンランド共和国の牧師。
神を信じなくなった子供たちのために、偽物とすり替えられた「ハトの卵」をハッチャーから取り戻してほしいとルパンに頼む。しかし、彼の正体は牧師兼スプーンランド名物「ハトの卵」の露天商であり、苦心惨憺して盗んできた宝石は客寄せのサクラに使われていた物だった。

## 第26話「ニューヨークの幽霊」
リリー
声 - 幸田直子
落語の「野ざらし」まがいに、自分の遺骸を引き上げた五ェ門にくっついてきた幽霊…というのは偽りで、実は五つ子の姉妹であることを利用して幽霊のふりをしていた女性。
目的は五ェ門の斬鉄剣で、それを奪って祖父からの贈り物である黄金のピンボールを取り返すのに利用しようとしていた。
リリーの姉
声 - 勝生真沙子
名前は不明。リリーや他の姉妹と共にピンボールを取り返そうとしていた。
カウマイン・ジャコブ
声 - 飯塚昭三
「世紀のオイルダラー」の異名を持つカジノ船のオーナー。
ラスベガスのイカサマ賭博でテキサスの大牧場主（リリーたちの父親）から黄金のピンボールを手に入れ、さらに取り返そうとした牧場主を殺した悪辣な人物である。

## 第27話「暗号名はアラスカの星」&第28話「アラスカの星は地獄への報酬」
ニハロフ
声 - 富田耕生
ソ連の対米諜報局の局長。
極寒のシベリアでも育つ小麦の種「アラスカの星」を狙いジョージ・クーガーを追っている。
スミス
声 - 加藤正之
CIA少佐でジョージ・クーガーの元上司。
CIAを裏切ったジョージが極寒のシベリアでも育つ小麦の種「アラスカの星」を盗み、それをジョージの妻バーバラが知ってると思い部下共々バーバラを監視兼殺害を企む。空港のカフェで寛いでた次元とバーバラを殺害する為に突如店に戦闘ヘリコプターで銃撃して無関係な店員と客が居るにも関わらず問答無用で銃撃したが、失敗するとガスを放ちバーバラを誘拐させ次元まで拉致。そして拉致した次元に電気椅子に固定させ知ってる事を洗いざらい吐かせようと電気を流し拷問したが次元はスミスからの質問を全て冗談で誤魔化し、そこへ自分と手を組んだ不二子が「この男（次元）を消せば、ルパンを敵に回す事になるわ。」と忠告され不二子に電気椅子の電気を止められ次元は助かる。その直後に次元を救出しに来たルパンがスミスの基地の射撃用の的を作動され、その中から鎧を着用したルパンが現れ電気椅子スイッチが有る机を座ってた事から、その机を破壊され、不二子共々悲鳴を上げ逃走して1人の部下が吹っ飛ばされる。それでも大勢の部下達が鎧を着用したルパンを銃撃したが、ルパンがダイナマイトを投げた事で基地の一部が大爆発してしまい、ルパンと次元を逃してしまう。それでもしつこくルパン達を追い、終盤でニハロフ率いるソ連の対米諜報部に追い詰められ、教会に立て籠る小麦の種「アラスカの星」を所持したルパン達をニハロフ共々教会に総攻撃を仕掛け、ある意味ニハロフ達と手を組む形になるが、実はルパン達が所持した小麦の種「アラスカの星」は精々3000ドルのエンゲージリングの偽物で、教会の鐘を鳴らし降参したルパンが大量の指輪が有る噴水の水の中に投げ捨てた為に慌て、それを本物と思い込み、同じく小麦の種「アラスカの星」が入った指輪を狙うニハロフ達より先に入手しようと部下達に命令したが、部下達が噴水内でニハロフの部下達と激闘の取り合いになってしまった。
『ルパン三世』劇場版第3弾『ルパン三世 バビロンの黄金伝説』NYマフィアボスのコワルスキーと酷似している。
ニュースキャスター
声 - 堀内賢雄
第27話のみ登場。大日航空107便撃墜事件を報じる。
バーバラ・クーガー
声 - 沢田敏子
ジョージ・クーガーの妻。
アラスカの星を輸送中に夫が死に、その後次元と再会したところを何者かに銃撃されるが、胸にかけていたペンダントに当たり、一命を取り留める。だが、その弾丸の中にはアラスカの星が入っていた。撃ったのはなんと夫のジョージで、次元達にアラスカの星の運び屋をさせようとしていたのであり、次元達もろとも完全に欺かれた形となった。しかし、ジョージが次元との決闘に敗れて落ち延びる運命を背負うことになったと次元から聞いた時は、「可哀想なジョージ」と言って最後まで夫への愛情を失うことはなかった。
ジョージ・クーガー
声 - 青野武
元CIAの工作員。
次元が駆け出しの頃の相棒で、「レフティー・ジョー」と呼ばれていた。銃の腕前は500mの長距離からの狙撃が可能な程の凄腕。だが、殺し屋の世界に同じ腕の者は二人もいらないとのルールの下に次元と果たし合いをし、次元は銃を撃てずに負けた（その時、次元がその果し合いに勝っていたら、バーバラは次元の妻になっていた可能性もある）。
その後、アラスカの星をこの世から抹殺するようにとCIAから命ぜられるが、その命令を無視して香港で売り捌こうと目論み、その際妻のバーバラに自分を死んだと偽ったことで、彼女と後に彼女にかかわった人物まで騙すこととなり、上記の一件を受けて「弾丸がバーバラに当たることは考えなかったのか」と次元に問い詰められた際、「お前はバーバラが死んでも亡骸を運んだだろうよ。あいつは俺と一緒になるべきじゃなかったんだ。次元なんかの方が余程お似合いだったぜ」とうそぶき、再び次元と決闘したが敗れ、落ち延びる運命を背負うこととなった。

## 第29話「月へハネムーンに行こう」
マワルド・グルリット
声 - 神山卓三
ロケット工学の博士。
強力なロケット燃料を開発したが、それが兵器に転用されることを憂いて機密が漏れぬよう自らアミアンの刑務所に身を隠す。話の成り行きで結婚することとなった不二子とハネムーンで月に行くため、ルパンは彼に接近した。
クラーク・ノイマン
声 - ???（ノンクレジット）
大国の諜報機関の下請けをしている。
マワルド・グルリット博士の発明したロケットエンジンを手に入れようとするが、返り討ちに遭ってしまう。

## 第30話「カクテルの名は復讐」
セーラ
声 - 上田みゆき
ジャック・メトーサに復讐するためにロスからやって来て、ルパンに出会う。
ルパンはメトーサから金塊を奪うついでに、『ハムレット』仕立ての復讐劇をセーラにさせた。
ジャック・メトーサ
声 - 矢田耕司
ロサンゼルス銀行イギリス支店のオーナー。
ロスのちっぽけな銀行をその手腕で大銀行に成長させた男。だが、実際にはセーラの父を殺して銀行を奪っていた。さらに不二子と組んでルパンを利用し、保険金詐欺を企てようとするが、実は不二子は最初からルパンとグルであり、自白同然の自慢話をしているところを録画され、そのテープを受け取った銭形に逮捕される。

## 第31話「逆転 逆転また逆転」
ゲラン
声 - 阪脩
メキシコの大金持ちで、またの名を「メキシコの死の商人」。儲けた金で盗品の名画を買い漁っている。
コレクションに目をつけたルパンを、斥候として近づいてきた不二子を利用して一度は出し抜くが、結局は絵の全てを銭形に変装したルパンに奪われてしまう。

## 第32話「1000万ドルの鍵」
ローガン大統領
アメリカ大統領。
ジョン・デッカーとクォートに暗殺されそうになったところをルパンの協力で銭形が食い止め、互いに「ロン」・「ゼニ」と呼び合う仲になる。
モデルは、時の大統領のロナルド・レーガン。
ジョン・デッカー
声 - 今西正男
コロラドの石油王。
目障りになった大統領の暗殺を企むが、戦車の上を行く装甲が施された大統領専用車の存在に阻まれ断念した。そこで、不二子を通してルパンに依頼して大統領専用車を盗ませ、盾の無くなった大統領を暗殺する作戦を実行した。しかし、クォート共々ルパンの逆襲に遭い、銭形に逮捕される。
クォート
声 - 池田勝
ジョン・デッカーの用心棒。
デッカーの命を受け、大統領専用車のカギをルパンを利用して奪取した。その最終目的は大統領暗殺で、専用車の代打として用意された普通の自動車に乗ってくるであろう大統領を狙撃し、その罪を不二子に被せることであった。しかし、ジョン・デッカー共々ルパンの逆襲に遭い、銭形に逮捕される。

## 第33話「天才少年の危険な遊び」
ミハイル・カザノフ
声 - 藤田淑子
IQ200の天才。ヴァイエル共和国の反体制科学者で、海水を真水に変える方法を発明したウラジミール・カザノフの息子。
ウラジミールがその方法をミハイルに託して死んでしまったため、その技術を独占しようとするマッキントッシュ財団に追われているところをルパンに助けられる。ルパンの大ファンで、ルパンに弟子入りしようとした。
ウラジミール・カザノフ
ミハイル・カザノフの父親。ヴァイエル共和国の反体制科学者。海水を真水に変える方法を発明する。
処刑される直前に、その方法をマイクロ・フィルムにしてミハイルのブレスレットに埋め込む。
マッキントッシュ
声 - 梶哲也
マッキントッシュ財団の総帥。
海水を真水に変える方法を知るミハイルを捕まえて、その技術を独占しようとするが、ルパン達の逆襲に遭い、失敗に終わる。

## 第34話「マンハッタン・クライシス」
エド
声 - 納谷六朗（「納谷六郎」とミスクレジット）
ニューヨーク・マフィアの一員だったが、組織を裏切ったために追われる身となる。
アフリカ行きの航空券と引き替えにルパンにニューヨーク・マフィアの隠し金の在処を教えたが、マフィアの仲間に射殺されたと見せかけてマスクを被っていたため、マスクの頭の所だけ貫通しており、そのマスクを捨てた後に逃亡。
ピーター
声 - 速水奨
ビルの壁をキャンパスにして絵を書く芸術家。
不二子はこの男と組んで800万ドルを奪おうと画策し、ピーターがニューヨーク・マフィアのアジトの壁を絵具弾で塗り潰してマフィア達を混乱させた隙にアジトに侵入し800万ドルを持ち出そうとするが、結局失敗に終わる。
オルテガ
声 - 大平透
マフィア組織のニューヨーク支部長。
ルパンに隠し金800万ドルを盗まれたように見せかけてかすめ取ろうと画策したことにより、ルパンはマフィア本部の刺客達の猛追撃を受けることになる。しかし、それがルパンにバレてしまい、ピーターと不二子の動きを利用したルパンに燻り出され、部下達と共に800万ドルを持ち逃げしようとしたが、そこを五ェ門に大量の果物を投げつけられて部下もろとも気絶させられ、その隙に本当に800万ドルを強奪されてしまった。

## 第35話「ターゲットは白銀の果てに」
スポルディング
声 - 北村弘一
フォントベール銀行の頭取。
ジョンとメリーに銀行から5000トンの金塊を盗ませて、その罪をルパンに着せようとする。しかし、ジョンとメリーの裏切りを知り、山小屋で彼らと言い争う。その後、ルパンの銭形を利用したカードゲームまがいの奇策に嵌まり、金塊を奪われてしまう。
ジョン
声 - 天地麦人
メリーと組んで世界を股にかけて強盗をしている泥棒。若いが腕は相当なもので、変装も得意である。
スポルディングと組んで、5000トンの金塊を盗んだ罪をルパンに着せようとする。そして、スポルディングを裏切った上、メリーと共に雪に閉ざされた山小屋に籠り、老夫婦に化けて金塊を隠していたが、銭形と共に現れたルパンの奇策によって金塊を奪われ、スポルディング・銭形もろとも取り残されてしまう。
メリー
声 - 頓宮恭子
ジョンと組んで世界を股にかけて強盗をしている。ジョン同様、若いが腕は相当なもので、変装も得意である。
スポルディングと組んで、5000トンの金塊を盗んだ罪をルパンに着せようとする。そして、ジョンと共にスポルディングを裏切り、雪に閉ざされた山小屋で老夫婦に化けて金塊を隠していたが、ルパンの奇策によって金塊を奪われ、スポルディング・銭形もろとも取り残されてしまう。

## 第36話「鷲の舞い降りる時」
コーデスト・ファロン王子
声 - 堀勝之祐
ヘラザード共和国の元王子である泥棒貴族。
アラバットから何者かに盗まれた「ヘラザードの鷲」を取り返して元あった神像の元に返し、「鷲が舞い降りる時、神罰が下る」という伝説を具現化してトルファー大佐の暗黒政治に終止符を打とうとする。その計画の途中、その鷲をルパンが先に奪い、不二子が珍しく本気でファロンに加担したために話がこじれてしまうなど、(ファロンにとって)想定外の事態も多々起こってしまったが、最終的には紆余曲折の末、その鷲を元あった神像のもとに返し、「わしが舞い降りる時、神罰が下る」と言う伝説を具現化し、トルファー大佐の暗黒政治に終止符を打つことに成功した。
トルファー大佐
声 - 辻村真人
クーデターを起こしてヘラザート共和国の実権を握り、十年以上独裁政権を強いてきた軍人。
最後には、ファロン王子が盗まれたヘラザートの鷲を神像の元に返したために、伝説の通りに落雷で死亡した。
ダルカス
声 - 千葉順二
ヘラザード共和国でかつて神官を勤めていた男で、ファロン王子の支持者である。
ルパン達は彼の話を聞いた上で協力し、トルファー大佐を倒すための作戦を決行する。

## 第37話「父っつあん大いに怒る」
アン
声 - 堀江美都子
ルパンに代々伝わる家宝を盗まれ、それが原因で両親が死んでしまったと銭形に泣きついてきた少女。
両親の仇であるルパンを殺したいと銭形に語った後、その銭形に追われて逃亡中のルパンを襲撃して返り討ちに遭った。しかし、彼女の話は全て祖父のカルロスがルパンを裏切って奪った遺産の金塊を独り占めするための自作自演で、死んだ事すら嘘だった。
カルロス本人から「誰も信じるな」と教え込まれた上に、彼の残した金塊に目をつけて協力を持ち掛けた不二子からも悪知恵を植え付けられた結果、子供ながらも残忍で卑劣な思考の持ち主となってしまい、ルパンの撃った催眠弾と血糊で死んだふりをした姿を見て激怒した銭形にルパンを葬り去らせるという作戦を実行した後、用済みになった不二子も拘束して爆弾で爆殺しようとした。しかし、ルパンには最初から全てお見通しであったため抹殺には至らず、結局遺産を奪われてしまい、挙句の果てにルパンには「俺を欺くには10年早い」と罵られてしまった。なお、子供であったためか、殺されず墓石に縛り付けられるだけに留まっている。
カルロス
金庫破りの人間国宝といわれる男。
ルパンの台詞からも、同業者からは信頼のおける人物であったらしいが、ルパンと組んでスイスのナショナルバンクから金塊を盗み出した際、裏切って持ち逃げをした。その後、ルパンが金塊を取り戻しにカルロスが収監される形で逃げ込んでいた刑務所に忍び込むが、カルロスはその日の朝に死亡していた。
実は、カルロスはその金塊を自分の墓石にカムフラージュして隠しており、孫娘のアンに渡そうとしていたが、結局彼女の作戦を見破ったルパンに金塊は取り返されてしまった。

## 第38話「俺を愛したレティシア」
ノーマン
声 - 神山卓三
コペンハーゲン市の観光局長。
無くなったリトル・マーメイドの腕を探すようルパンに頼む。典型的な小役人。
ウォーレンス
声 - 曽我部和行
ノーマンの秘書。
その立場を利用して博物館から「人魚の心臓」という宝石を盗み出して密売しようとして失敗する。その後、海の底へ沈んだ宝石をサルベージするため、今度はルパンに接近して利用しようとしたが、真相に気付いたルパンに宝石を奪われてしまう。
レティシア
声 - 松井菜桜子
リトル・マーメイドの腕を持って行った観光客が乗っていた船サンタ・マリア号が嵐で沈没してしまった。その沈没船からリトル・マーメイドの腕を引き上げるためにルパンが雇ったイルカ。ルパンは大学の研究所から盗んだイルカ語を翻訳する機械で意思疎通をしながら沈没船を探索した。探索中にはルパンに惚れてしまい結婚まで迫っている。そして、銭形に追い詰められたルパンはその申し出を受け入れるしかなかった。

## 第39話「ライバルに黄金を」
ギース大佐
声 - 加藤精三
某国軍隊の大佐。
かつて、外人部隊で次元と一緒になったことがある。モロッコへ運ばれようとした3トンの金塊を軍隊ぐるみで盗み出し、その金塊でアフリカを統一してアフリカ合衆国を作ろうと試みるが、金塊を戦車に偽装して空輸しようとするところをルパンに撃墜されて、銭形に逮捕される。
ダンディー軍曹
声 - 飯塚昭三
ギース大佐の部下。
軍隊ぐるみで金塊を盗もうとしていることに気付いた銭形を暗殺しようとするが失敗に終わる。最後は2日酔いで入院していた銭形に病院へと自分達が戦車に偽装した金塊をルパンによって撃墜させられ、銭形に逮捕される。

## 第40話「一枚のお宝で大混戦」
トニー・ラッキーノ
声 - 青野武
ロット協会会長。
アメリカン宝くじの主催をしており、5000万ドルの当たりくじを子分（声 - 戸谷公次）に当てさせる八百長（昇降台に乗せられている賞金の札束は偽物で、本物は直前にこっそりすり替える）を見抜いたルパンにその賞金を奪われてしまった上、赤外線透視眼鏡までも奪われ、ルパンが自身に変装して地下コントロールルームに侵入する際に受けたセキュリティバリアを、そっくりそのまま浴びせられてしまった。おまけに子分の当たりくじは直前にルパンによってすり替えられた事から、彼は「ルパンの狙いは5000万ドルの現金を直接盗むのではなく、当たりくじで5000万ドルを手に入れる事だ」と判断し、急遽ルパンがすり替えて行った偽物の宝くじの当選番号に変更したものの、次元の働きで全く同じ当選番号のもう1つの偽物の当たりくじを掴まされた銭形が当選決定後に子分と延々言い争う羽目になり、それを彼はテレビで目の当たりにして当たりくじが2枚存在する不思議な事件が起こった事に驚いた。実は本物の当たりくじは最初からルパンの手元にあったため、その5000万ドルは他でもないルパンのものとなったのである。
なお、そのくじの当選番号は「1023948820（語呂合わせで「トニーさんくじは外れ」）」だった。

## 第41話「戒厳令の夜」
アーノルド大佐
声 - 銀河万丈
某国軍隊の大佐。クーデターを起こす。
アニタに殺されたかに見えたが、実は大統領官邸に潜入した次元の変装であり、急所を外れていたために一命を取り留めた。本物は次元によってベランダで気絶させられており無事だった。そして、宝を独り占めしようとしたドミンゴを射殺しようとするが、戒厳令に反して次元を捜すルパンと彼を追ってやって来た銭形の乱入によって失敗する。
新聞記者として取材しようと接近した不二子を、戒厳令下だからという理由であっさり敬遠するなど、冷淡で堅物な性格である。
ドミンゴ
声 - 上田敏也
大統領秘書官。
大統領を毒殺して金庫室の宝を盗み出す。アーノルド大佐と組んでいたのだが、アニタにアーノルドを殺させて財宝を独り占めしようとし、さらにアニタも殺そうとする。しかし、アニタを伴い飛行場にやって来たルパン達の返り討ちに遭い、宝を奪われてしまう。その宝は彼の操縦する戦闘機の下面に、爆弾に偽装して隠されていた。
アニタ
声 - 弥永和子
チェコに住んでいたが、両親を軍隊に殺されて某国に連行される。
アーノルド大佐を殺せばチェコに連れていくとドミンゴに言われてアーノルドを射殺しようとするが、誤ってアーノルドに変装した次元を撃ってしまい、このことがきっかけで次元と知り合った。その後、ドミンゴに裏切られたせいで、結局チェコに帰ることは出来なかった。

## 第42話「ピラミッドの保険金を奪え」
ゴーン伯爵
声 - 勝田久
保険成金。戦争屋のウェイブ卿と組んでイカサマの保険屋をしている。
エジプトの遺跡局長をイカサマ保険に嵌めようとするが、局長そのものがルパンの変装であった上に、逆にルパンに5000億ポンドを騙し取られてしまう。
ウェイブ卿
声 - 大木民夫
退役軍人。根っからの戦争屋で、ゴーン伯爵と組んでイカサマ保険屋をしている。
10万ポンドの保険金がかかったグフフ王のピラミッドをルパンが盗むというので、私設軍隊で警備に当たる。
ハッサン局長
声 - キートン山田
エジプトの遺跡局長。ルパンはこの男に変装して、自分達ででっち上げたグフフ王のピラミッドに10億ドルの保険金をかける。
本物のハッサン局長は、ルパン達の働きでルパンの格好で猿轡を嵌められたため、銭形に誤認逮捕されてしまう。

## 第43話「さらばシンデレラ」
グレンチェン王妃
声 - 山本圭子
モナカ王国の王妃。かつてはハリウッドスターでルパンも熱狂的なファンであり、不二子とは友人という間柄でもある。
国王がジュリアを王妃にするために自動車事故に見せかけて殺されてしまうが、実際には不二子の身代わりで助かり、復讐のためにモナカ王国の全財産を不二子と共に奪っていった。
モデルはグレース・ケリー。
国王
声 - 永井一郎
モナカ王国の国王。
ジュリアを気に入って、后であるグレンチェンを殺してジュリアを妻にしようとする。しかし、グレンチェンを殺すことはできず、全財産を不二子と彼女に奪われてしまい、ジュリアからも見捨てられた。
カシム
声 - 滝雅也
モナカ王国の執事。最後はルパンが投げた手榴弾で爆死した。
ジュリア
声 - 三輪勝恵
モナカ王国の国王に気に入られて、国王は后のグレンチェンを殺してジュリアを妻にしようとする。しかし金目当てだったようで、国王が全財産を奪われると、あっさり国王を見捨てた。

## 第44話「ボクたちのパパは泥棒」
マーク
声 - 深見理佳
ルパンの元に現れて、ルパンをパパと呼ぶ男の子。
ルパンは仕方なく彼を連れて歩き、次元・五ェ門はそのざまを笑いものにするが、彼らの元にも「わが子」が現れる。
実はマッケーがルパンを嵌めるために、アクターズスタジオの子ども達に演技をさせていたのである。
マッケー
声 - 安原義人
アクターズスタジオや宝石商を営む実業家。
不二子に5000万ドル相当の宝石を盗ませ、その保険金を山分けしようと話すが、実は宝石は全て偽物で、保険金と宝石の両方を騙し取ってしまう。さらにはアクターズスタジオの子ども達を使ってルパン達を騙した。しかし、ルパン達に本当に子どもが出来たと勘違いした銭形に追われるルパンの逆襲に遭い、保険金を奪われてしまう。
キャラハン刑事
声 - 小室正幸
ニューヨーク警察の刑事。宝石を盗んだ不二子の取調べをするが、ルパンの働きで逃げられてしまう。

## 第45話「コンゲームに乾杯」
ドロン
声 - 納谷六朗
強力な電流にも耐えられる特異体質。
その体質を生かして、ルパンがティンカートンの金庫のカギを手に入れるのに協力する。だが実際は、ルパンをカギの持ち主であるカルロスと戦うように仕向けて、金庫の中身を独り占めしようと画策する。そして、ルパンとカルロスの戦いの行方を見届けた上で金庫を奪った後、不二子を利用して金庫のカギも奪うことに成功したが、金庫を開ける際にカギの捻る向きを間違えたために、金庫のパンチ仕掛けを浴びてしまう。最終的に、肝心の金庫の中身（大量の宝石）は、彼の後を追ってやって来たルパン達に奪われてしまう。
カルロス
声 - 富田耕生
ティンカートンの弟でギャングの中堅幹部だが、字の読み書きが出来ない。
ドロンに利用されてルパンを襲撃してしまい、返り討ちに遭った。

## 第46話「俺の翼はスクラップ」
バラクーダ
声 - 槐柳二
ハジキからミサイルまで、金になる物なら何にでも手を出す国際的なブローカーで、最終的に日本とアメリカを手にしようと思っている。
不二子を妻にして、国家間の不正が隠された雛人形を手に入れて、日米を脅迫しようとする。
妻が47人もいる。
スージー
声 - 林ゆう子
ダイアナ
声 - 近藤玲子
いずれもバラクーダの妻であり、ダイアナが18番目、スージーが23番目の妻である。
自分が本妻ではなく「48番目」で終わると知った不二子はバラクーダと手を切ろうとするが、スージー達に銃を突きつけられる。

## 第47話「一枚の迷画」
ケポッチ
声 - 辻村真人
マフィアのボス。
マフィアの中でも最も極悪非道で残忍であるとされ、莫大な財産を狙ってケンの父を殺した。さらに五ェ門とケンを捕らえて拷問にかける。そしてケンの父が描き残した「鐘のなる木」を日光に照らした際に浮かび上がる地図を頼りに、彼の財産を奪いに向かった。しかし、地図の場所には地獄のような死の山があり、部下もろとも全滅してしまう（不二子は命からがら逃げ出して助かった）。肝心の財産の真の隠し場所は、「鐘のなる木」の絵を月光に照らした際に浮かび上がる地図に記されていた。
銭形には最後まで「ポケッチ」と呼ばれ続けた。
ケン
声 - 頓宮恭子
ジン・ローゼン病という奇病に冒されている少年。
父をケポッチに殺され、五ェ門に復讐の手助けを求める。

## 第48話「ハディスの涙」
マリア
声 - 小山茉美
キングスランドの諜報部員。
ハディス像を守る命を受けルパンと行動を共にするが、実際にはサマノワ共和国のスパイを引きつける囮にされていた。
フランスに婚約者がいるようで、最後にルパン達は、彼らを追ってやって来た銭形と共に、フランスまで彼女に付き合うことにした。
ゴードン
声 - 大平透
キングスランドにあるケール財団会長。
ハディスの像にある「ハディスの涙」という宝石をルパンに盗ませ、さらにマリアを自分の娘と偽って陽動作戦に利用し、プルトニウムを隠したハディスの像を輸送船で他国に売りつけようとする。その最中に輸送船を取り囲んだサマノワ共和国のスパイ達を銃撃戦の末に破ったものの、真相に気付いたマリアとルパン達の逆襲に遭い、仲間と共に海へ飛び込んだ。そして、輸送船もろともプルトニウムを海中に沈められてしまった。

## 第49話「父っつあんが養子になった日」
マダム・テキーラ
声 - 桜京美
メキシコのテキーラ財団会長。女手一つで財団を作り上げた。
世界一の黒ダイヤ「メヒコの黒豚」の偽物をルパンに盗ませて百億ドルの保険金を手に入れるが、ルパンの復讐によりヒステリックを起こして爆弾を連投し、屋敷も保険金も爆発で燃えてしまい、本物のメヒコの黒豚は、爆発で燃えて石炭になった。
ルパンからメヒコの黒豚を守る為にやって来た銭形に惚れて、養子に迎えようとする。

## 第50話「原潜イワノフの抹殺指令」
KGB主任
声 - 滝口順平
ソ連国家保安部主任。
ルパンが海底の秘宝を探すために盗んだ原潜イワノフを取り返そうと躍起になり、ソ連海軍まで繰り出す。最後には原潜イワノフを巡って、アメリカ海軍と大喧嘩する。
ロバート
声 - 古川登志夫
CIAの主任。
非常に陽気な性格で、不二子が勝手に売りに出したイワノフを狙って、こちらもアメリカ海軍を繰り出す。最後には原潜イワノフを巡って、ソ連海軍と大喧嘩する。
原潜イワノフは、TVスペシャル『ルパン三世 ルパン暗殺指令』にも登場する。